# Okres Włocławek
Okres Włocławek (polsky Powiat włocławski) je okres v polském Kujavsko-pomořském vojvodství. Rozlohu má 1472,34 km² a v roce 2023 zde žilo 85 074 obyvatel. Sídlem správy okresu je město Włocławek, které však není jeho součástí, ale tvoří samostatný městský okres.
Gmina Fabianki, která je součástí okresu, tvoří společně s vesnicí Lisek exklávu v okrese Lipno.

## Gminy
Městská:
- Kowal

Městsko-vesnické:
- Brześć Kujawski
- Chodecz
- Izbica Kujawska
- Lubień Kujawski
- Lubraniec

Vesnické:
- Baruchowo
- Boniewo
- Choceń
- Fabianki
- Kowal
- Lubanie
- Włocławek

## Města
- Brześć Kujawski
- Chodecz
- Izbica Kujawska
- Kowal
- Lubień Kujawski
- Lubraniec

## Sousední okresy
| Růžice kompasu | Aleksandrów | Lipno           | Płock    | Růžice kompasu |
| Růžice kompasu | Radziejów   | Sever           | Gostynin | Růžice kompasu |
| Růžice kompasu | Radziejów   | Okres Włocławek | Gostynin | Růžice kompasu |
| Růžice kompasu | Radziejów   | Jih             | Gostynin | Růžice kompasu |
| Růžice kompasu | Koło        | Koło            | Kutno    | Růžice kompasu |